# Paroxoplus ornaticollis
Paroxoplus ornaticollis là một loài bọ cánh cứng trong họ Cerambycidae.